# Ribdungjaleswor
Ribdungjaleswor (nep. रिब्दुङ जलेश्वरी) – gaun wikas samiti we wschodniej części Nepalu w strefie Sagarmatha w dystrykcie Khotang. Według nepalskiego spisu powszechnego z 2001 roku liczył on 462 gospodarstw domowych i 2318 mieszkańców (1198 kobiet i 1120 mężczyzn).